# Biblioburro

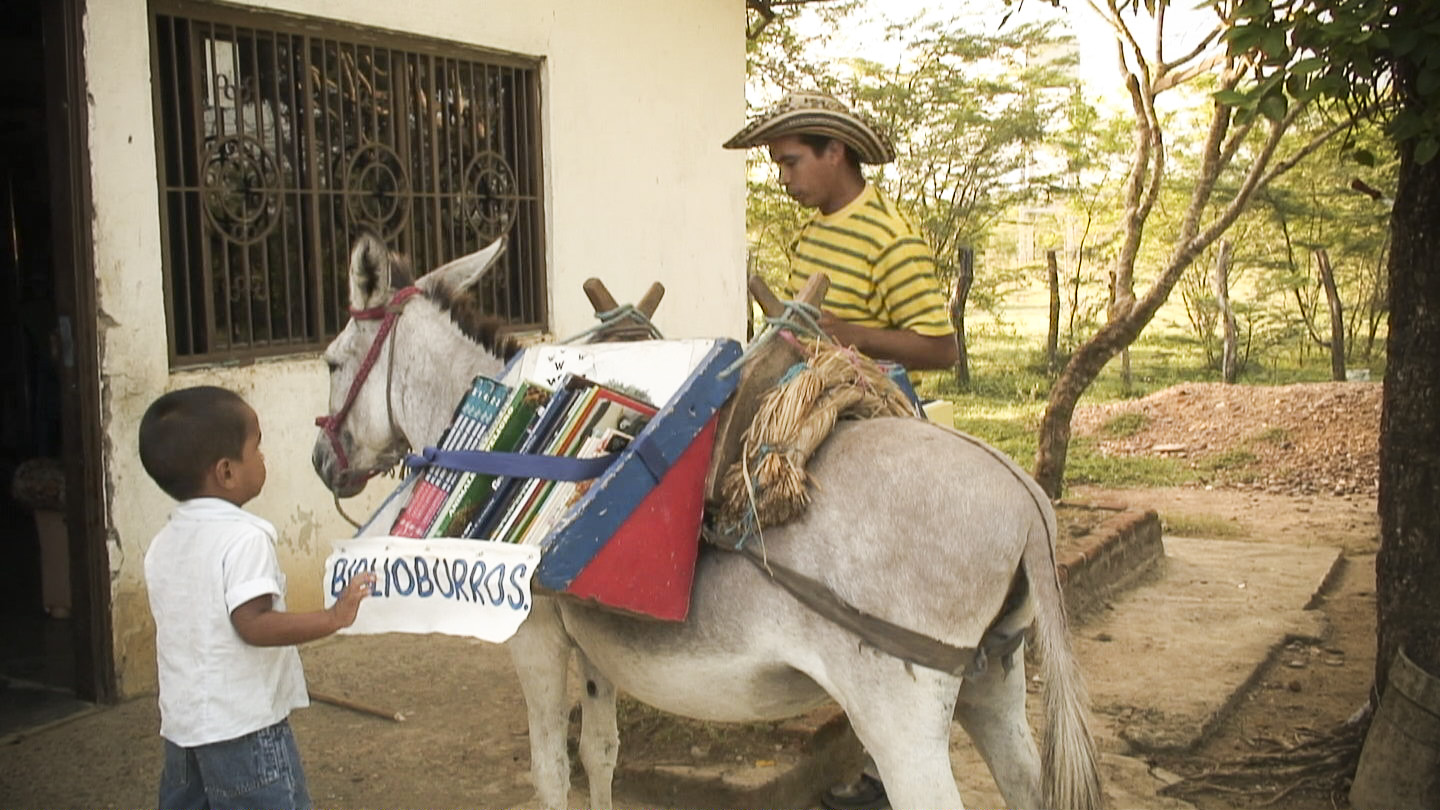
Luis Soriano (Bildmitte) und einer der Esel

Der Biblioburro (dt. Biblio-Esel) ist eine fahrende Bibliothek (Fahrbibliothek), die vom Rücken von zwei Eseln, Alfa und Beto, herunter Bücher an Kunden verleiht. Das Projekt wurde von Luis Soriano in La Gloria, Kolumbien ins Leben gerufen.
Sorianos Begeisterung für das Lesen begann bereits im Kindesalter. Er erwarb einen Hochschulabschluss in Spanischer Literatur, nachdem er bei einem Professor studiert hatte, der zweimal monatlich sein Dorf besuchte. Als Grundschullehrer entwickelte Soriano die Idee für dieses Projekt, nachdem er erlebt hatte, dass das Lesen von Büchern die Macht hatte, seine Schüler, die einen stärkeren Konflikt durchleben mussten als er selbst dies als Kind erlebt hatte, zu verändern. In den späten 1990er Jahren begann Soriano mit einer tragbaren Bibliothek, die mit 70 Büchern startete, zu den Gemeinden im kolumbianischen Hinterland der Karibik zu reisen.
Nachdem Soriano gehört hatte, wie Juan Gossaín in einem Radioprogramm Auszüge aus dessen Roman The Ballad of Maria Abdala las, schrieb er ihm und bat um eine Ausgabe des Buches für den Biblioburro. Als Reaktion auf die Details, die Gossaín in seinem Radioprogramm daraufhin veröffentlichte, bekam Soriano eine Flut von Bücherspenden. Sorianos Büchersammlung hat sich mittlerweile auf 4.800 Exemplare erweitert. Der Bau eines kleinen Bibliotheksgebäudes, gestiftet von einer lokalen Finanzgesellschaft, ist jedoch wegen fehlender Mittel erst halb fertiggestellt. Soriano erhält auch vom Direktor der Gemeindebibliothek von Santa Marta, das fast 180 Meilen entfernt in der Karibik liegt, Finanzmittel für sein Projekt, indem dieser Soriano als Mitarbeiter eingestellt hat und einen Anteil an seinem jährlichen Budget von 7.000 US-Dollar mit ihm teilt.
Abenteuergeschichten für Kinder sind unter den beliebtesten Medien, die vom Biblioburro verteilt werden. Zusätzlich zu Enzyklopädiebänden, Romanen und ärztlichen Texten gehören Horacio Quirogas Tierfabel Anaconda, das Wörterbuch der Spanischen Sprache der Königlichen Spanischen Akademie (Diccionario de la lengua española de la Real Academia Española) und eine Anzahl von Reise-Fotobänden zu den weiteren durch den Biblioburro verteilten Objekten. Zu den für die Sammlung verlorenen Büchern zählen ein Handbuch zur Sexualerziehung und eine Ausgabe vom 1989 erschienenen Roman Bittersüße Schokolade von Laura Esquivel; beide wurden von Benutzern nicht mehr zurückgegeben. Eine Kopie von Paulo Coelhos 1990 erschienenem Roman Brida wurde von Banditen gestohlen, nachdem sie Soriano während eines Raubüberfalls fesselten und herausfanden, dass er kein Geld hatte.
Der kolumbianische Dokumentarfilmer Carlos Rendón Zipagauta drehte einen Film, der die Geschichte von Sorano und den Bücher-Eseln erzählt.